# Estació de Porte des Lilas
Porte des Lilas és una estació del metro de París que dona servei a la línia 3bis i la línia 11, situada al 19è arrondissement de París.
L'estació havia format part de la línia 3, però el 1971 es va crear una ampliació de la línia 3 i les estacions del tram entre Gambetta i Porte des Lilas van passar a formar part d'una nova línia de només quatre estacions anomenada línia 3bis.